# كريس هانسن
كريس هانسن (بالإنجليزية: Christopher Edward Hansen )‏ (و. 1959  م) هو صحفي أمريكي، ولد في شيكاغو.

## التعليم
تعلم في جامعة ولاية ميشيغان.

## وصلات خارجية
- كريس هانسن على موقع IMDb (الإنجليزية)
- كريس هانسن على موقع إن إن دي بي (الإنجليزية)
- كريس هانسن على موقع قاعدة بيانات الفيلم (الإنجليزية)
- كريس هانسن في قاعدة بيانات الأفلام على الإنترنت